# People's Choice
The People's Choice je americká funková skupina založená v roce 1971 ve Philadelphii Frankem Brunsonem. Jejich největšími hity se staly především instrumentální skladby.

## Kapelníci
- Frank Brunson – klávesy, vokály
- David Thomson – bicí
- Darnell Jordan – kytara
- Johnnie Hightower – kytara
- Stanley Thomas – baskytara, vokály
- Valerie Brown – vokály
- Marc Reed – vokály

### Singly
| Rok  | Název                     | Příčky           | Příčky             | Příčky             | Příčky                 | Příčky           |
| Rok  | Název                     | U.S. Pop Singles | U.S. Black Singles | U.S. Disco Singles | U.S. Club Play Singles | UK Singles Chart |
| ---- | ------------------------- | ---------------- | ------------------ | ------------------ | ---------------------- | ---------------- |
| 1971 | "I Likes to Do It"        | #38              | #9                 | -                  | -                      | -                |
| 1974 | "Party Is a Groovy Thing" | -                | #45                | #6                 | -                      | -                |
| 1975 | "Do it Any Way You Wanna" | #11              | #1                 | #1                 | #1                     | #36              |
| 1975 | "Nursery Rhymes (Part I)" | #93              | #22                | -                  | #15                    | -                |
| 1976 | "Here We Go Again"        | -                | #52                | #1                 | #8                     | -                |